# Duchi di Lorena
I duchi di Lotaringia furono i sovrani del ducato di Lotaringia prima e dei ducati di Brabante e di Lorena poi.

## Duchi di Lotaringia
- Gebeardo (903–910)
- Reginardo (910–915)
- Gilberto (925–939)
- Enrico (939–940)
- Ottone (940–943)
- Corrado (943–953)
- Bruno (953–965)

Nel 959, la Lotaringia venne divisa in due province: Alta Lotaringia e Bassa Lotaringia, entrambe concesse a dei margravi o vice-duchi sotto il governo di Bruno. Alla morte di Bruno, nel 965, la Bassa Lotaringia, il cui margravio era appena morto, rimase vacante, eccetto il periodo dal 968 al 973, sino al 977. In quell'anno Carlo, figlio minore di Luigi IV d'Oltremare, venne nominato Duca della Bassa Lotaringia e Federico I venne elevato al rango di Duca dell'Alta Lotaringia. I due ducati rimasero separati eccetto per un breve periodo tra il 1033 ed il 1044.
| Duchi dell'Alta Lotaringia (poi Duchi di Lorena) Casato di Ardenne-Bar Federico I ( 959 – 978 ) Teodorico I ( 978 – 1026 / 1027 ) Federico II ( 1019 – 1026 ) Federico III ( 1026 / 1027 – 1033 ) Casato di Ardenne-Verdun Gothelo ( 1033 – 1044 ), anche Duca della Bassa Lorena Goffredo il Barbuto ( 1044 - 1047 ), anche Duca della Bassa Lorena Casato di Ardenne-Metz Adalberto ( 1047 – 1048 ) Gerardo ( 1048 – 1070 ) Teodorico II ( 1070 – 1115 ) Simone I ( 1115 – 1139 ) Mattia I ( 1139 – 1176 ) Simone II ( 1176 – 1206 ) Federico I ( 1206 ) Federico II ( 1206 – 1213 ) Teobaldo I ( 1213 – 1220 ) Mattia II ( 1220 – 1251 ) Federico III ( 1251 – 1302 ) Teobaldo II ( 1302 – 1312 ) Federico IV ( 1312 – 1329 ) Rodolfo ( 1329 – 1346 ) Giovanni I ( 1346 – 1390 ) Carlo II ( 1390 – 1431 ) Isabella ( 1431 – 1453 ) coreggenza con il Marito Renato d'Angiò , Duca d' Angiò e Re di Napoli Casato di Valois-Angiò Giovanni II d'Angiò ( 1453 – 1470 ), anche Re di Napoli Nicola I d'Angiò ( 1470 – 1473 ) Casato di Vaudemont Casata collaterale dei precedenti regnanti, gli Ardenne–Metz Renato II ( 1473 – 1508 ), anche Duca di Bar Antonio , il Buono ( 1508 – 1544 ) Francesco I ( 1544 – 1545 ) Carlo III ( 1545 – 1608 ) Enrico I il Buono ( 1608 – 1624 ) Francesco II ( 1624 ) Carlo IV ( 1624 – 1634 ) Primo periodo Nicola II ( 1634 – 1661 ) Carlo IV ( 1661 – 1675 ) Secondo periodo Dal 1669 al 1697 , la Lorena è occupata dalla Francia Carlo V ( 1675 – 1690 ) Leopoldo I ( 1690 – 1729 ) Dal 1702 al 1714 , la Lorena è occupata dalla Francia Francesco III Stefano ( 1729 – 1737 ), nel 1737 divenne Granduca di Toscana e nel 1745 divenne Imperatore del Sacro Romano Impero Casato di Leszczynski Stanislao Leszczynski ( 1737 – 1766 ), anche Duca di Bar , già Re di Polonia Alla sua morte, il Ducato venne ereditato dal genero, re Luigi XV di Francia , e incorporato nei domini francesi. |  | Duchi della Bassa Lotaringia (poi Duchi di Brabante) [ 1 ] Non dinastici Goffredo I ( 959 – 964 ) Riccardo ( 968 – 973 ) Carolingi Carlo ( 977 – 991 ) Ottone ( 991 – 1012 ) Casato di Ardenne–Verdun-Ename Goffredo II ( 1012 – 1023 ) Gothelo I ( 1023 – 1044 ), anche Duca dell'Alta Lorena Gothelo II ( 1044 – 1046 ) Casato di Lussemburgo Federico ( 1046 – 1065 ) Casato di Ardenne–Verdun Goffredo III il Barbuto ( 1065 – 1069 ), anche Duca dell'Alta Lorena Goffredo IV il Gobbo ( 1069 – 1076 ) Casato di Hohenstaufen Corrado ( 1076 – 1087 ) Casato di Ardenne–Buglione Goffredo V ( 1087 – 1100 ) Casato di Ardenne–Limburgo Enrico ( 1101 – 1106 ), anche Duca di Limburgo Goffredo VI ( 1106 – 1129 ) Valerano ( 1129 – 1139 ), anche Duca di Limburgo Goffredo VII ( 1139 – 1142 ) Goffredo VIII ( 1142 – 1190 ), fu l'ultimo a fregiarsi del titolo di Duca della Bassa Lorena Dinastie successive Lo stesso argomento in dettaglio: Duchi di Brabante § Duchi del Brabante e di Lorena . Dal 1106 il ducato passò al casato di Reginar , a cui appartennero tutti i successivi duchi di Brabante. |